# Bernhard Krauss
Bernhard(us) Joseph Krauss (* 9. Januar 1810 in Fürth (Odenwald); † 19. Februar 1875 in Bensheim) war ein hessischer Arzt und Politiker und Abgeordneter der 2. Kammer der Landstände des Großherzogtums Hessen.
Bernhard Krauss war der Sohn des großherzoglich-hessischen Amtsvogts Franz Aloys Ignaz Krauss (1770–1824) und dessen Ehefrau Amalie Philippina, geborene Weber (1777–1861). Krauss, der katholischen Glaubens war, heiratete Margaretha geborene Heckler (1815–1869).
Krauss studierte Medizin und wurde zum Dr. med. promoviert. Er war praktischer Arzt in Bensheim, wo er auch Armen- und Hospitalarzt war.
Von 1849 bis 1850 gehörte er der Zweiten Kammer der Landstände an. Er wurde für den Wahlbezirk Starkenburg 4/Bensheim gewählt.